# Épervier à pieds courts
Tachyspiza brevipes
Espèce
Statut de conservation UICN

 LC  : Préoccupation mineure
Statut CITES
L'Épervier à pieds courts (Tachyspiza brevipes) est une espèce de rapaces diurne appartenant à la famille des Accipitridae.

## Description
Cet oiseau à la silhouette élancée mesure environ 30 cm de longueur, les femelles étant plus grandes que les mâles.

## Comportement

### Alimentation
Il se nourrit essentiellement de lézards, oisillons ou oiseaux juvéniles, et insectes de grande taille.

## Répartition et habitat
Cette espèce niche dans l'est de l'Europe, l'ouest de l'Asie et au Moyen-Orient (globalement de la Croatie à l'Iran au sud et à la république de Bachkirie, en Russie, au nord) et hiverne en Afrique tropicale subsaharienne (entre Niger/Nigeria et Kenya).
L'Épervier à pieds courts vit dans un habitat très spécifique, constitué de bosquets de d’arbres feuillus alternant avec des zones de prairies ou champs dégagés, souvent le long du lit d'un cours d’eau.

## Reproduction

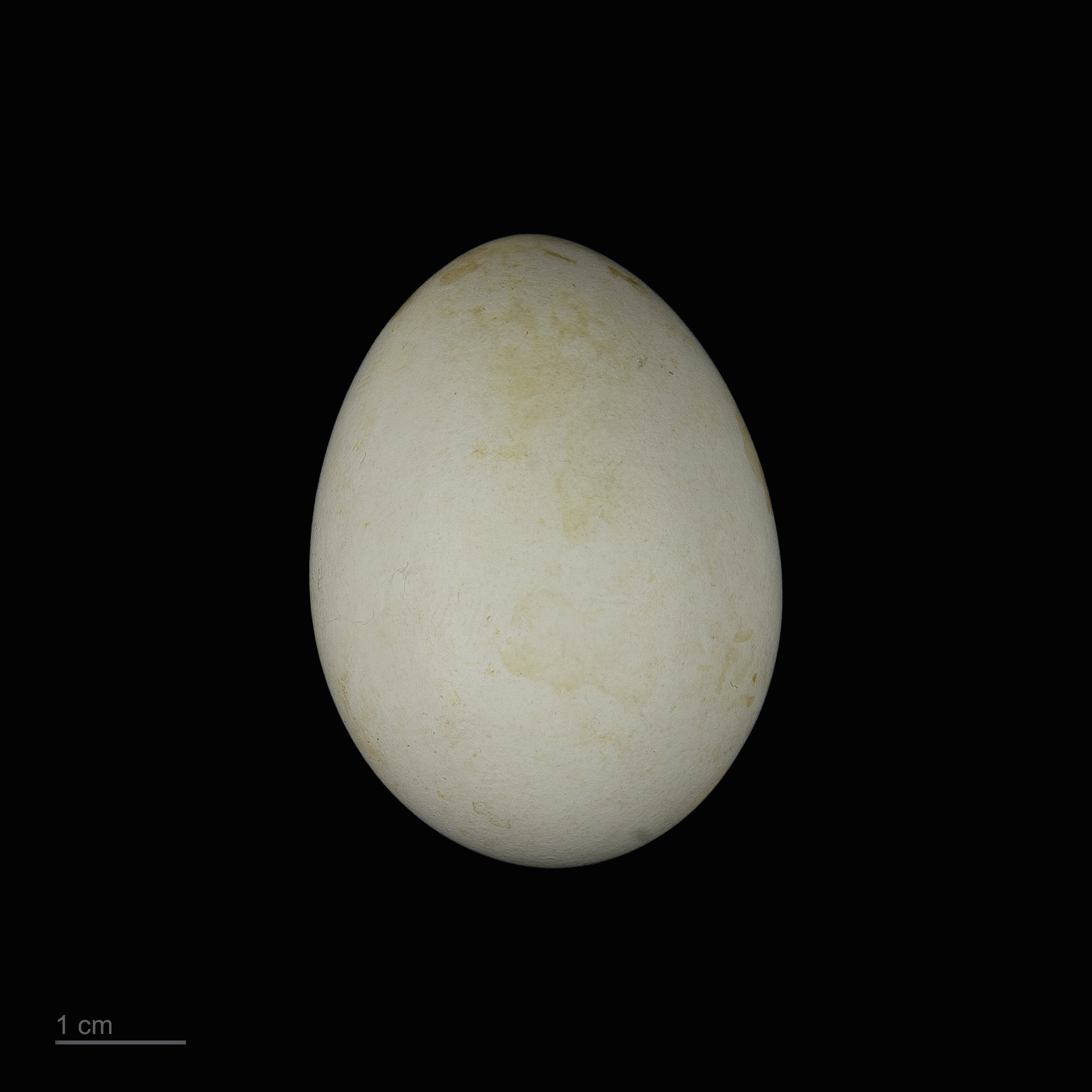
Accipiter brevipes - MHNT

On pense que cette espèce peut commencer à se reproduire lorsqu'il a environ 1 an. La femelle pond entre 3 et 5 œufs entre mi-mai et fin juin. La couvée dure entre 30 et 35 jours pour chacun des œufs. Lorsque les petits naissent ils restent environ 40 jours dans le nid avant de prendre leur envol. Lorsque les petits commencent à voler leurs parents restent 15 jours auprès d'eux avant de les laisser se débrouiller seuls.

## Estimation des effectifs
On peut compter entre 3700 et 6500 couples dans le Paléarctique occidental. Du printemps jusqu'à l'automne, toute la population s’installe en Israël, c'est-à-dire environ 50 000 éperviers à pieds courts. Si l'on déduit les jeunes de l'année, ces 50 000 oiseaux représenteraient entre 15 et 20 000 couples nicheurs. Étant donné que cette espèce niche principalement dans le Paléarctique occidental on peut donc en conclure que l'on sous-estime la population de cette espèce.
Il est intéressant de remarquer que la Russie est le seul pays où les effectifs augmentent. En effet dans les autres pays la population reste stable et cela malgré les braconniers. On peut donc dire que l'épervier à pieds court connaît une bonne évolution.

## Statut de conservation

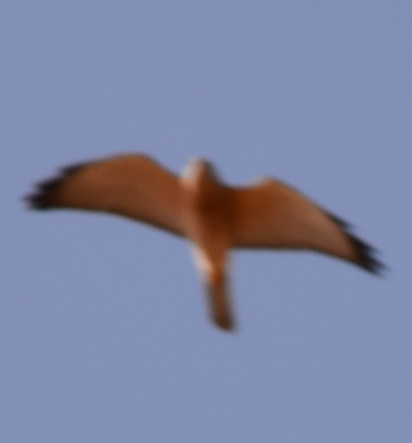

Cette espèce est protégée par la commission européenne : elle est placée en annexe I de la directive oiseaux, du fait de sa faible population européenne (estimée à 1000 à 1200 couples), de la dégradation de son habitat, auquel il est particulièrement inféodé, du fait du développement de l'agriculture et du tourisme, mais aussi de la raréfaction de ses proies, notamment les lézards, sur son aire de répartition européenne.

## Nourriture
La nourriture des éperviers à pieds courts est très variée, beaucoup plus que celle de l'Épervier d'Europe. Durant la nidification ils se nourrit essentiellement de petits rongeurs et de lézards mais on peut le voir aussi manger les passereaux, c'est-à-dire des mésanges, des fauvettes, des pinsons, des moineaux, etc. Lorsqu'il n'est pas en période de nidification il est possible de la voir aussi avec des chauves-souris, des reptiles comme des couleuvres, et des grands insectes dans le bec.
Pour chasser, l'épervier à pieds courts vole à faible hauteur et fait du surplace. Sinon on peut aussi le voir chasser à l’affût